# Uwe Gospodarek
Uwe Gospodarek (Straubing, 1973. augusztus 6.) egykori német labdarúgó, aki a német U21-es labdarúgó-válogatott kapusa volt az 1996-os U21-es labdarúgó-Európa-bajnokságon.

## Pályafutása
A Bayern München akadémiájáról került a felnőtt, illetve a tartalék csapatba. A felnőtt keretben harmadszámú hálóőr volt Raimond Aumann és Oliver Kahn mögött. Négy szezon során 7 bajnoki mérkőzésen szerepelt a bajnokságban. Miután elhagyta a Bayern Münchent, a VfL Bochum klubjának lett a játékosa. Új klubjában első számú kapus volt és az UEFA-kupában is védett.
Megfordult a Kaiserslautern és nevelőegyüttesében a Jahn Regensburgben. A SV Wacker Burghausen csapatában több mint 100 tétmérkőzésen szerepelt a kapuban. 2007 és 2009 között a Borussia Mönchengladbach hálóőre volt. Innen vonult vissza 2009-ben és egykori klubja a Wacker Burghausen kapusedzője lett. 2010-ben visszatért és a Hannover 96 játékosa lett, ahol az elhunyt Robert Enke pórlására szerződtette a klub. A szezon végén végleg visszavonult az aktív labdarúgástól és a német U21-es labdarúgó-válogatott kapusedzője lett. 2012-től a Bayern München ifjúsági csapataiban kapusedzőként tevékenykedik.

## Statisztika
| Klub                | Szezon             | Bajnokság | Bajnokság | Kupa  | Kupa  | Ligakupa | Ligakupa | Európa | Európa | Összesen | Összesen |
| Klub                | Szezon             | Mérk.     | Gólok     | Mérk. | Gólok | Mérk.    | Gólok    | Mérk.  | Gólok  | Mérk.    | Gólok    |
| ------------------- | ------------------ | --------- | --------- | ----- | ----- | -------- | -------- | ------ | ------ | -------- | -------- |
| Bayern München      | 1991–92            | 1         | 0         | 0     | 0     | —        | —        | 0      | 0      | 1        | 0        |
| Bayern München      | 1992–93            | 2         | 0         | 0     | 0     | —        | —        | 0      | 0      | 2        | 0        |
| Bayern München      | 1993–94            | 2         | 0         | 0     | 0     | —        | —        | 0      | 0      | 2        | 0        |
| Bayern München      | 1994–95            | 2         | 0         | 0     | 0     | —        | —        | 2      | 0      | 4        | 0        |
| Bayern München      | Összesen           | 7         | 0         | 0     | 0     | 0        | 0        | 2      | 0      | 9        | 0        |
| VfL Bochum          | 1995–96            | 33        | 0         | 1     | 0     | —        | —        | —      | —      | 34       | 0        |
| VfL Bochum          | 1996–97            | 33        | 0         | 4     | 0     | 1        | 0        | —      | —      | 38       | 0        |
| VfL Bochum          | 1997–98            | 16        | 0         | 2     | 0     | —        | —        | 5      | 0      | 23       | 0        |
| VfL Bochum          | Összesen           | 82        | 0         | 7     | 0     | 1        | 0        | 5      | 0      | 95       | 0        |
| Kaiserslautern      | 1998–99            | 0         | 0         | 0     | 0     | —        | —        | —      | —      | 0        | 0        |
| Kaiserslautern      | 1999–00            | 8         | 0         | 0     | 0     | 0        | 0        | —      | —      | 8        | 0        |
| Kaiserslautern      | 2000–01            | 0         | 0         | 1     | 0     | —        | —        | —      | —      | 1        | 0        |
| Kaiserslautern      | Összesen           | 8         | 0         | 1     | 0     | 0        | 0        | 0      | 0      | 9        | 0        |
| Jahn Regensburg     | 2001–02            | 17        | 0         | 0     | 0     | —        | —        | —      | —      | 17       | 0        |
| Jahn Regensburg     | 2002–03            | 34        | 0         | 1     | 0     | —        | —        | —      | —      | 35       | 0        |
| Jahn Regensburg     | Összesen           | 51        | 0         | 1     | 0     | 0        | 0        | 0      | 0      | 52       | 0        |
| Wacker Burghausen   | 2003–04            | 24        | 0         | 0     | 0     | —        | —        | —      | —      | 24       | 0        |
| Wacker Burghausen   | 2004–05            | 34        | 0         | 1     | 0     | —        | —        | —      | —      | 35       | 0        |
| Wacker Burghausen   | 2005–06            | 34        | 0         | 1     | 0     | —        | —        | —      | —      | 35       | 0        |
| Wacker Burghausen   | 2006–07            | 30        | 0         | 3     | 0     | —        | —        | —      | —      | 33       | 0        |
| Wacker Burghausen   | Összesen           | 122       | 0         | 5     | 0     | 0        | 0        | 0      | 0      | 127      | 0        |
| Borussia M'gladbach | 2007–08            | 1         | 0         | 0     | 0     | —        | —        | —      | —      | 1        | 0        |
| Borussia M'gladbach | 2008–09            | 7         | 0         | 0     | 0     | —        | —        | —      | —      | 7        | 0        |
| Borussia M'gladbach | Összesen           | 8         | 0         | 0     | 0     | 0        | 0        | 0      | 0      | 8        | 0        |
| Hannover 96         | 2009–10            | 0         | 0         | 0     | 0     | —        | —        | —      | —      | 0        | 0        |
| Hannover 96         | Összesen           | 0         | 0         | 0     | 0     | 0        | 0        | 0      | 0      | 0        | 0        |
| Karrierje összesen  | Karrierje összesen | 278       | 0         | 14    | 0     | 1        | 0        | 7      | 0      | 300      | 0        |

## Sikerei, díjai
- Bayern München:
  - Bundesliga bajnok (1): 1993–94